# Paola Díaz (actriz)
Paola Díaz Cardona (Cali, 8 de diciembre de 1974) es una bailarina, cantante, presentadora y actriz de televisión colombiana. Es reconocida por destacar en varias producciones nacionales.

## Filmografía

### Televisión
- Sr. Avila (2018) — Arcelia
- Según viví (2018) — Verónica
- Guerra de ídolos (2017) — Laura Guzmán
- La piloto (2017)
- Dulce amor (2015)
- Confidencial (2011) — Jimena
- Doña Bella (2011)
- La diosa coronada (2010) — Sandra
- Amor sincero (2010) — Alma de Rodríguez
- Niños ricos, pobres padres (2009) — Oficial de policía
- Vecinos (2008-2009) — Sara María "Sarita" de Krauss
- Tiempo final (2008)
- Victoria (2007) — Silvia Reyes
- Sin vergüenza (2007) — Macarena Infante
- El Zorro: la espada y la rosa (2007) — Mesera
- Zona Rosa (2007) — Antonieta
- Floricienta (2006-2007) — Mercedes
- Criminal (2006)
- Juego limpio (2005-2006) — Angelica
- Al ritmo de tu corazón (2004) — Daniela Tovar
- El vuelo de la cometa (2004) — Liliana
- Milagros de amor (2002-2003) — Nelly
- Noticias calientes (2002) — Pilar Carabali
- Amantes del desierto (2001-2002) — Sabrina Montenegro
- Se armó la gorda (2000-2001)
- Divorciada (1999)
- La sombra del arco iris (1998)

## Presentadora
- Festival millonario (1993- 1995)